# Armée du Kentucky (Union)
L'armée du Kentucky est le nom de deux formations du niveau d'une armée de l'Union. Les deux armées sont de petite taille et de courte durée, servent dans le Kentucky, en 1862 et 1863.

## Armée d'août 1862
Le 25 août 1862, le major général William "Bull" Nelson (en) prend le commandement des forces stationnées autour de Richmond, Kentucky. Bien que l'ensemble de la force ne dépasse pas deux brigades, Nelson surnomme la force d'« armée du Kentucky ». Les deux brigades sont commandées respectivement par les brigadiers généraux Machlon D. Manson (en) et Charles Trucs. Seulement cinq jours après sa création, l'armée, principalement composée de soldats inexpérimentés, entre en action lors de la bataille de Richmond et est battue à plate couture. L'armée perd plus de 800 morts et 4 000 prisonniers. En raison du grand nombre de détenus (y compris le général Manson) et la blessure du général Nelson, l'armée de Kentucky cesse pratiquement d'exister. Le général Cruft reste officiellement au commandement de la seconde brigade jusqu'en septembre, mais la majorité de sa brigade a été capturée, tandis que le reste revient simplement à New Albany, Indiana. Le capitaine Charles C. Gilbert est nommé major général par intérim et placé au commandement des restes de l'armée. En septembre 1862, le général Don Carlos Buell absorbe les restes dans le troisième corps d'armée de l'armée de l'Ohio.

## Armée d'octobre 1862
Le 7 octobre 1862, le major général Gordon Granger relance le nom de « l'armée du Kentucky ». Il est à l'origine composé de trois divisions commandées respectivement par les généraux Andrew J. Smith, Quincy A. Gilmore, et Absalom Baird.
Cette forme de l'armée de terre est anormale dans le fait que le 20 janvier 1863, elle est attachée à l'armée du Cumberland, supérieure numériquement. La division de Baird combat lors de la bataille de Thompson's Station en mars 1863, et près de la totalité de la brigade est capturée. En avril, en 1863, l'armée est composée de deux divisions d'infanterie commandées par Charles C. Gilbert et Absalom Baird avec une brigade de cavalerie sous les ordres de Green Clay Smith (en). Une division de cavalerie sous les ordres de David S. Stanley est aussi rattachée à la garnison de Franklin, Tennessee. Dans cette formation de l'armée combat lors de la bataille de Harpeth River (en) (ou première bataille de Franklin) le 10 avril 1863. Le 8 juin 1863, l'armée de Kentucky devient essentiellement le corps de réserve de l'armée du Cumberland toujours sous le commandement de Granger.

## Commandants
- William "Bull" Nelson (en) (25 - 30 août 1862)
- Charles C. Gilbert (1er - 27 septembre 1862)
- Gordon Granger (7 octobre 1862 - 8 juin 1863)

## Grandes batailles
Bataille de Richmond (Nelson)
Première bataille de Franklin (Granger)